# Wanda Zabłocka
Wanda Zabłocka (nacida Heitzman 1900-1978) fue una botánica, micóloga, y fitopatóloga polaca, que se desempeñó como profesora de la Universidad Nicolás Copérnico de Toruń (1954-1970).
Se casó con el botánico Jan Wojciech Zabłocki.
Escribió textos de micología y de fitopatología, incluyendo a: Micorriza de viola (1935, 1936). Y también autora de Grzyby kapeluszowe Polski (Setas de Polonia) (1949).

## Algunas publicaciones

### Libros
- 1948. Grzyby kapeluszowe Polski: podre̜cznik do oznaczania i poznania wszystkich rodzajów naszych grzybów kapeluszowych i opisy pospolitszych gatunków: z rycinami (Manual de Setas Polacas, determinación y conocimiento de todo tipo de hongos de sombrero, y descripciones de especies más comunes: con grabados). Biblioteka przyrodnicza. Ed. Państwowe Zakłady Wydawn. Szkolnych, 21 pp.
- 1932. Champignons à chapeau de Zaryte près de Rabka. 18 pp.